# Харис Хил (Њујорк)
Харис Хил (енгл. Harris Hill) насељено је место без административног статуса у америчкој савезној држави Њујорк.

## Демографија
По попису из 2010. године број становника је 5.508, што је 627 (12,8%) становника више него 2000. године.
| Група             | 2000.         | 2010.         |
| Белци             | 4.729 (96,9%) | 5.060 (91,9%) |
| Афроамериканци    | 25 (0,5%)     | 77 (1,4%)     |
| Азијати           | 61 (1,2%)     | 217 (3,9%)    |
| Хиспаноамериканци | 40 (0,8%)     | 94 (1,7%)     |
| Укупно            | 4.881         | 5.508         |